# Ve žlebcách
Ve žlebcách je přírodní rezervace v lokalitě Pavlovice v okrese Vyškov. Rezervace byla zřízena vyhláškou PZ ONV Vyškov ze dne 8. listopadu 1990. Leží severně od městysu Hvězdlice. Důvodem ochrany je smíšený listnatý porost odpovídající původnímu složení lesů této oblasti.